# 菲利普美術館
菲利普美術館（英語：The Phillips Collection）是位於美國華盛頓哥倫比亞特區的一家美術館。飛利浦收藏館開幕於1921年，是美國第一家現代美術館 ，創辦人是美術評論家鄧肯·菲利普（Duncan Phillips）。菲利普收藏館不僅收藏有眾多歐洲印象派畫家的名畫，也收藏有不少20世紀的美國繪畫作品。

## 歷史
鄧肯·菲利普（1886年-1966年）將現代藝術引入美國發揮了開創性的作用。他出生於匹茲堡，是詹姆斯·H·勞克林的孫子，詹姆斯·H·勞克林是一位銀行家，也是瓊斯和勞克林鋼鐵公司的聯合創始人。1895年，菲利普斯帶著家人遷至華盛頓特區。在兄長詹姆斯·勞克林·菲利普（1884年-1918年）和父親鄧肯·克林奇·菲利普（1838年-1917年）相繼猝然離世後，他與母親共同創辦了菲利普斯紀念畫廊。鄧肯·克林奇是一位匹茲堡的玻璃百萬富翁，也是南福克漁獵俱樂部的成員，該俱樂部是南福克大壩的所有者，該大壩的潰壩導致了約翰斯敦洪水。
菲利普最初只有少量的家族畫作收藏，後來，作為一名出版過作品的藝術評論家，他的收藏規模得到了顯著擴張。菲利普家族住宅北翼上方特意建造了一個房間，用作公共畫廊空間。由於收藏品超過600件，且面臨公眾需求，菲利普斯家族於1930年遷入新居，將整個21街的住宅改造成藝術博物館。
鄧肯·菲利普於1921年與畫家瑪喬麗·阿克爾結婚。在她的協助和建議下，菲利普將收藏發展成為“現代藝術及根源的博物館”，並堅信藝術家會延續幾個世紀地影響其後繼者。在當時美國普遍批判現代主義、將其視為與過去的決裂的時代，他對藝術延續傳統的關注具有革命性意義。菲利普斯收藏了艾爾·葛雷柯等大師的作品，稱他為“第一位充滿激情的表現主義藝術家”；收藏讓·巴蒂斯特·西梅翁·夏爾丹，稱他是“第一位現代畫家”；收藏弗朗西斯科·戈雅，稱他是“古典大師與塞尚等偉大現代藝術家之間的墊腳石”。
專欄作家克萊頓·弗里奇（Clayton Fritchey）的妻子兼主持人波莉·弗里奇幫助菲利普收藏館從一個小型家族博物館發展成為一家公共美術館，並且是首批從家族外任命的理事之一。此外，她還幫助發起了菲利普收藏館的全國籌款活動。

## 外部連結
- Phillips Collection website
  - American art in the collection
  - Artist biographies
- The Annex in the Washington Post （页面存档备份，存于）

38°54′41″N 77°02′48″W / 38.91139°N 77.04667°W